# Cementerio Greyfriars

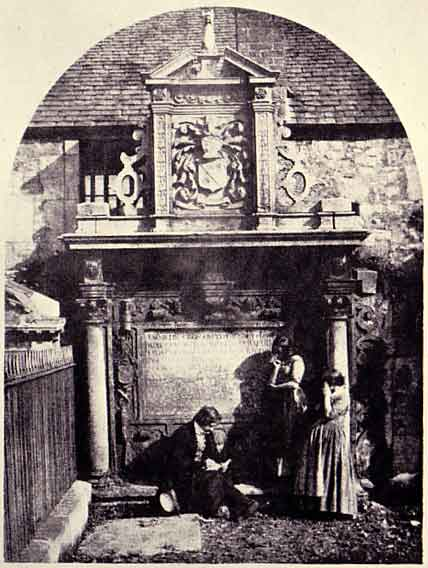
Fotografía del Monumento Dennystoun, tomada en 1848 por David Octavius Hill y el fotógrafo Robert Adamson.

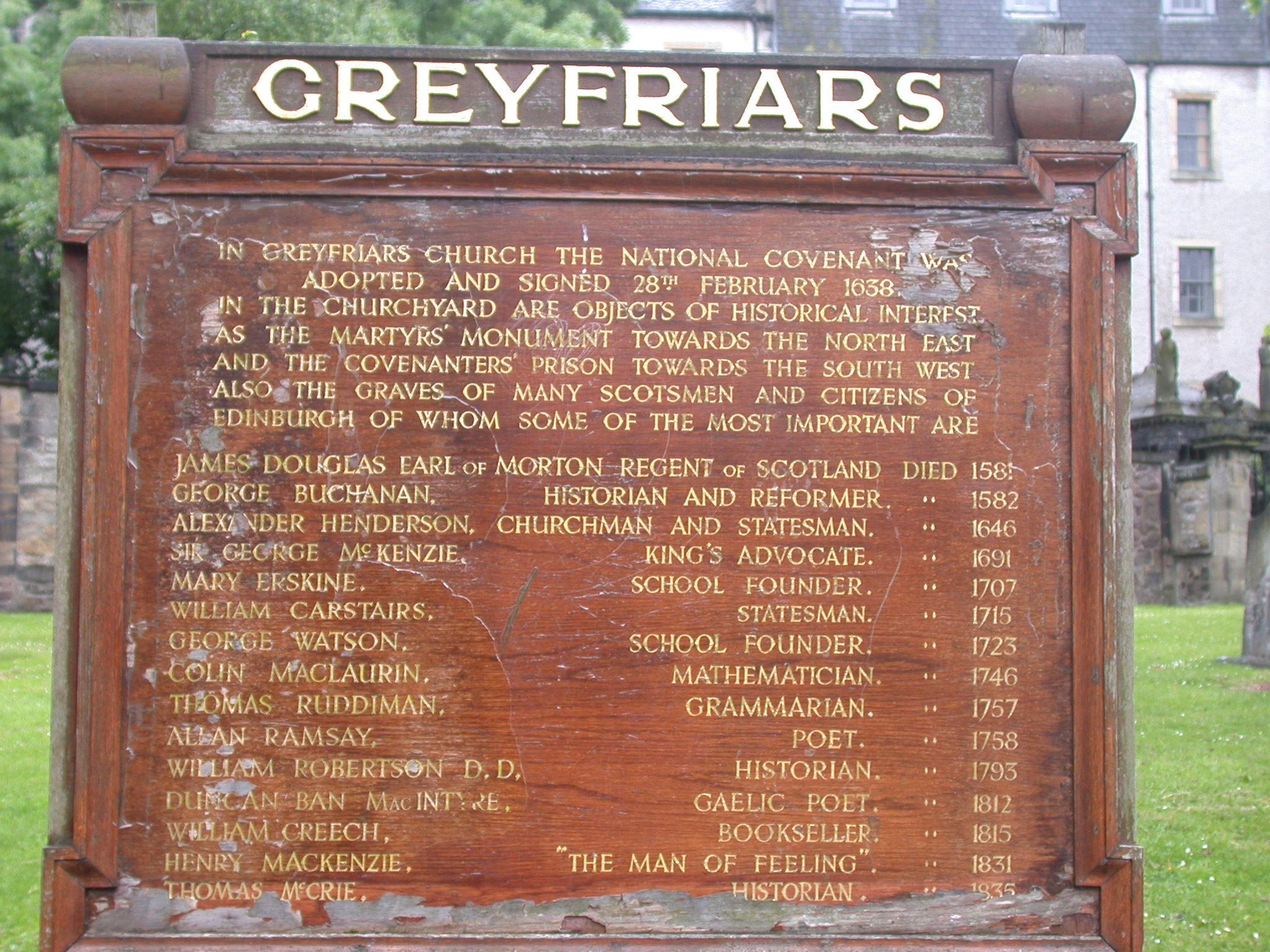
Cartel al ingreso del predio, relata una breve historia del cementerio y su habitantes.

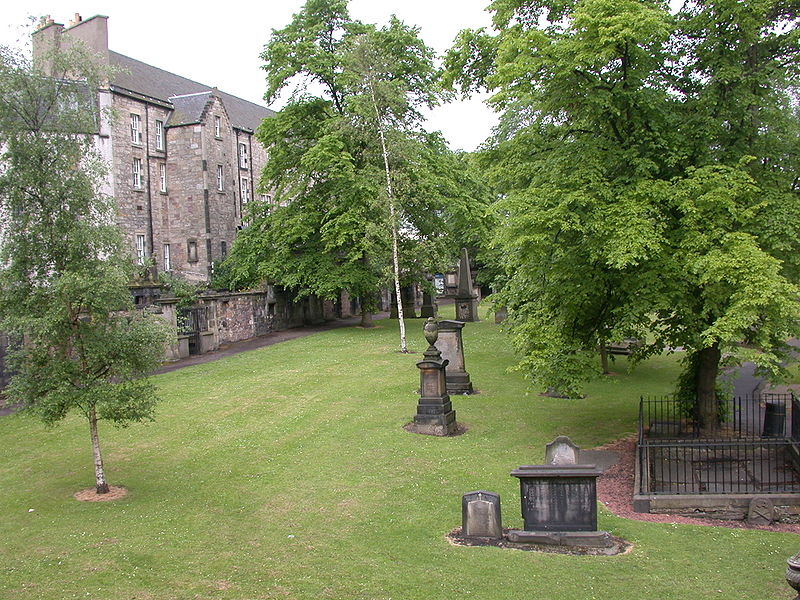
Vista de la esquina sudoeste del cementerio, con tumbas a lo largo de la pared lateral izquierda.

El Cementerio Greyfriars rodea la capilla Greyfriars Kirk de Edimburgo, en Escocia, y está en manos de un fiduciario independiente de la iglesia. Para muchas personas, el cementerio se asocia principalmente con Greyfriars Bobby, el perro fiel que vigilaba la tumba de su amo. Aunque la lápida de Bobby se encuentra en la entrada del cementerio, en realidad está enterrado en un punto donde solo hay hierba, cerca de uno de los muros, ya que las autoridades de Kirk no permitieron su entierro, en tierra consagrada. La famosa estatua del perro se encuentra del lado opuesto de la puerta del cementerio, en el cruce del puente George IV, y la fila de candelabros.

## Historia del cementerio
El cementerio estuvo involucrado en la historia de los Covenanter. Que comenzaron en 1638 con la firma del Pacto Nacional en la capilla Kirk, y en 1679 alrededor de 1200 Covenanters fueron encarcelados en la parroquia a la espera de un juicio, un área conocida como la Cárcel de los Covenanters.
Muchas de las parcelas están rodeadas por muros de piedra ornamentada y hierro, llamadas mortuorios, para preservar los muertos de los intentos de vandalismos de principios del siglo XIX, utilizados para prácticas como el estudio de muertos, que propiciaba el Colegio Médico de Edimburgo (Edinburgh Medical College) con los cadáveres para su disección.
Durante los primeros días de la fotografía en la década de 1840, el cementerio fue utilizado por David Octavius Hill y el fotógrafo Robert Adamson como escenario de varios retratos y representaciones vivientes, por ejemplo la obra Artística “El Enterrador”.

## El cementerio en el folclore de la región
El cementerio Greyfriars tiene fama de estar embrujado. Uno de los comentarios más frecuentes, se atribuye al espíritu inquieto del infame abogado George Mackenzie conocido como "Bloody" (el sangriento), enterrado allí en 1691. Se comenta que el 'fantasma de Mackenzie' causa moretones y cortes en los que entran en contacto con él y muchos visitantes han informado de sentir extrañas sensaciones. En particular, los visitantes que toman el paseo de la Ciudad de los muertos, que tiene acceso a la Cárcel de los Covenanters, de hecho, sostienen que han surgido con lesiones sin haber sufrido ningún tipo de accidente. Aún más interesante, existe un número de muertes que han tenido lugar en el cementerio mismo. En el canal SciFi, aparece el cementerio Greyfriars como uno de los lugares más tenebrosos de la Tierra.
Lindante a la parte trasera del cementerio se encuentra la escuela George Heriot, y el pub Bobby Greyfriars.
Un letrero en la entrada del cementerio dice lo siguiente: ” El cementerio esta a espaldas de la escuela George Heriot, y el pub Bobby Greyfriars”.
A la derecha de la entrada del cementerio, un letrero indica:
” En la parroquia Greyfriars kirk, fue aprobado y firmado el Pacto Nacional del 28 de febrero de 1638. En el cementerio hay objetos de interés histórico como el Monumento a los Mártires hacia el noreste y la prisión de los Covenanter hacia el suroeste.

## Personalidades sepultadas en el cementerio
También hay tumbas de muchos escoceses y de ciudadanos de Edimburgo, de los cuales algunos de los más importantes son:
James Douglas, 4 º Conde de Morton. Regente de Escocia, murió en 1581
George Buchanan (humanista), historiador y reformador, murió en 1582
Alexander Henderson (teólogo), eclesiástico, murió en 1646
George Mackenzie, Abogado del rey, murió en 1691
Mary Erskine, fundadora de la Escuela de Mary Erskine, murió en 1707
Carstairs William, murió el 1715
George Watson (contador), fundador de la Escuela, murió en 1723
Colin Maclaurin (matemático), murió en 1746
Thomas Ruddiman gramático, murió en 1757
Allan Ramsay poeta (1686-1758), murió en 1758
William Robertson historiador, murió en 1793
Duncan Ban MacIntyre, poeta Gaélico, murió en 1812
William Creech, murió en su librería en 1815
Henry Mackenzie, "El hombre de corazón", murió en 1831
Thomas McCrie, historiador, murió en 1835
El Memorial de Duncan Ban MacIntyre fue renovado en 2005, después de una campaña de recaudación de fondos de más de un año con un costo de alrededor de £ 3.000.
Otras personas enterradas en el cementerio incluyen a:
- Joseph Black (1728-1799)
- William McGonagall (1825-1902)
- El Capitán John Porteous (1695-1736)
- El Mayor General William Farquhar, (1770-1839) (1.er residente de Singapur)